# Dondo (Mozambique)
Dondo is een stad in de Mozambikaanse provincie Sofala. Het is de hoofdplaats van het district Dondo. Op 24 juli 1986 verkreeg het de status van stad. Dondo ligt 20 km ten noordwesten van de provinciehoofdstad Beira. In maart 2019 werd de stad getroffen door cycloon Idai.

## Infrastructuur
In Dondo bevindt zich een cementfabriek van Cimentos de Moçambique. Ook worden er dwarsliggers voor het spoor geproduceerd. De stad heeft een treinstation. Hier komen de spoorlijnen naar Zimbabwe en naar Malawi samen. Dondo ligt aan de Trans-Afrikaanse weg 9.